# Joseph Charlier
Joseph Charlier (Brussel, 20 juni 1816 – aldaar, 6 december 1896) was een Belgisch jurist, boekhouder, handelaar en schrijver. Hij opperde als een van de eersten het idee van een universeel basisinkomen.
Charlier was beïnvloed door Charles Fourier. Volgens John Stuart Mill impliceerde het fourierisme een zekere mate van herverdeling, waarbij iedereen zich van zijn overleving verzekerd moest weten, ongeacht het arbeidsvermogen. Tegelijk vreesden Fourier en zijn trouwe leerling Victor Prosper Considérant voor de veralgemeende luiheid die het gevolg zou zijn van de mogelijkheid om lastig werk te weigeren. In het revolutiejaar 1848, terwijl Karl Marx enkele honderden meter verderop bezig was aan zijn Communistisch Manifest,  schreef Charlier La solution du problème social. Uitgaand van het idee dat de aarde geschapen was voor de hele mensheid, betoogde hij dat privaat bezit van natuurlijke grondstoffen onrechtvaardig was. Daarom moest de staat eigenaar worden van alle grond en deze verpachten. De opbrengst moest als territoriaal dividend verdeeld worden over alle burgers, zonder onderscheid naar leeftijd of geslacht. Dit onvoorwaardelijke inkomen, dat moest volstaan om de basisbehoeften te dekken, zou niet alleen de sociale ongelijkheid dempen maar er ook toe leiden dat het werk rechtvaardiger werd georganiseerd (onaantrekkelijke banen zouden beter worden betaald). Private eigendom van geproduceerde goederen bleef bestaan.
Het boekje was in eigen beheer uitgegeven en vond weinig weerklank. Haast vijftig jaar later kwam Charlier op het onderwerp terug in La question sociale résolue (1894), waarin hij zijn ideeën over het basisinkomen verfijnde. Twee jaar later stierf hij op tachtigjarige leeftijd.